# عد وردي ستيرويدي

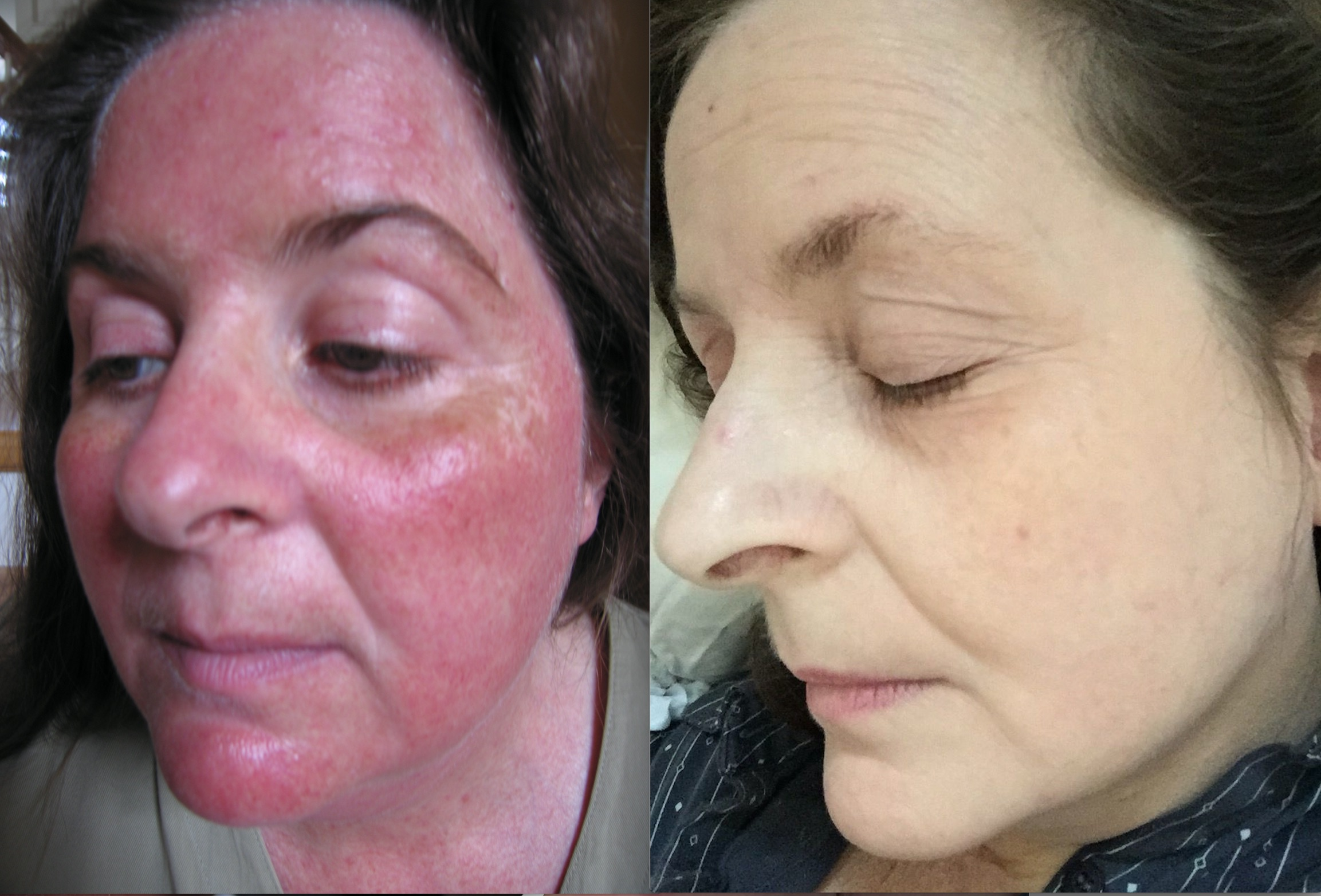

العد الوردي الستيرويدي أو العد الوردي المحدث بالستيرويد (بالإنجليزية: Steroid rosacea أو Steroid induced rosacea)‏ هو حالة تنشأ بسبب استعمال دواء من مجموعة الكورتيكوستيرويد سواء كانت مجموعية أو موضعية. يشبه العد الوردي المحدث بالستيرويد حب الشباب المحدث بالستيرويد من ناحية المسببات.

## الأسباب
يحدث العد الوردي المحدث بالستيرويد بسبب الاستعمال الطويل للستيروديات الموضعية على الوجه. تصنف الستيروديات الموضعية إلى 7 أصناف حسب قوتها (تصنف في بعض البلدان إلى 4 أصناف). الصنف الأول هو الأقوى والسابع هو الأضعف. في العادة، يمكن لأي ستيرويد أقوى من الصنف السادس أن يتسبب بعد وردي نتيجة الاستعمال الطويل. تظهر الأعراض على شكل آفات التهابية تتكون من بثور وحطاطات وكيسات. عندما يذكر المريض استعماله اليومي للستيرويدات، يقوم الطبيب بمعالجة الحالة بشكل متأن. تكتشف خالايا التهابية عند فحص السائل الموجود في البثور، كما قد توجد في كثير من الأحيان سوس الدويدية.

## العلاج
يتضمن العلاج الترك التدريجي لاستعمال الستيرويدات، كذلك تستعمل مضادات حيوية ومضادات التهاب. أما المرضى الذين يستعملون ستيرويدات موضعية قوية فسينصحون باستعمال ستيرويدات أقل قوة. يتدهور التهاب الجلد الظاهر على الوجه وعدم الراحة بعض إيقاف استعمال الستيرويد الموضعي. أما المضادات الحيوية فستقلل من الطبيعة الالتهابية للآفات. والمضادات الحيوية المفضلة هي التتراسايكلينات. وقد أثبتت فعالية تاكروليمس مع مضاد حيوي في تعجيل عملية الشفاء.